# Giovanni Leone
Giovanni Leone (Napels, 3 november 1908 - Rome, 9 november 2001) was een Italiaans politicus.
Giovanni Leone promoveerde reeds op twintigjarige leeftijd in de rechten. In 1936 werd hij hoogleraar in het strafrecht aan de universiteit van Messina, in 1940 hoogleraar staatsrecht in Bari, later in Napels en vanaf 1957 in Rome.
In zijn jeugd was Leone lid van de Nationale Fascistische Partij, maar hij sloot zich na de oprichting van de christendemocratische Democrazia Cristiana (DC) bij die partij aan. In 1944 werd hij secretaris van de DC in Napels en in 1946 werd hij in de Kamer van Afgevaardigden gekozen. Tijdens het referendum over de monarchie sprak hij zich uit vóór het behoud van het koningshuis Savoye in de persoon van koning Umberto II.
Leone werd in 1955 voorzitter van de Kamer van Afgevaardigden. Op 21 juni 1963 werd hij premier van een christendemocratische minderheidsregering die steunde op de socialistische fractie (PSI) in het parlement. Toen de PSI aan het eind van 1963 te kennen gaf een regering te willen vormen met de DC maakte Leone op 5 december van dat jaar plaats voor Aldo Moro.
Op 25 juni 1968 werd Leone opnieuw premier van een christendemocratische minderheidsregering die alleen gesteund werd door de DC en de kleine rechtse partijen in het parlement. De PSI en de Republikeinse Partij van Italië steunden het kabinet niet. Tijdens zijn tweede regeringsperiode kreeg Leone te kampen met grote stakingen en op 19 november 1968 bood Leone zijn ontslag aan toen duidelijk werd dat de PSI bereid bleek om opnieuw met de DC in een kabinet te willen zitten. Op 13 december 1968 werd hij vervangen door partijgenoot Mariano Rumor.
Op 24 december 1971 werd Giovanni Leone na 23 stemmingen in het parlement als opvolger van Giuseppe Saragat tot president van Italië gekozen. In 1978 werd Leone door de Verenigde Staten en het politieke tijdschrift L'Espresso ervan beschuldigd meerdere politici te hebben omgekocht in de Lockheed-affaire. De Communistische Partij van Italië begon daarop een campagne tegen de president waarin zijn aftreden geëist werd. Leone trad daarop op 15 juni 1978 af.
Giovanni Leone, sinds 1967 senator voor het leven, nam na zijn aftreden als president zijn mandaat in de Senaat weer op.

## Trivia
- Tijdens een uitbraak van cholera in de stad Napels bezocht hij het ziekenhuis en schudde de handen van de patiënten, terwijl hij met zijn andere hand achter zijn rug het mostrare le corna-gebaar maakte. Leone had niet door dat fotografen die achter hem stonden dit vastlegden.

## Noot
1. ↑  Opvallend detail is dat de DC Leone ook liet vallen